# 二風谷ファミリーランド
二風谷ファミリーランド（にぶたにファミリーランド）は、北海道沙流郡平取町二風谷にある娯楽施設。

## 概要
北海道平取町にある娯楽施設である。
4月末から11月上旬にかけて、パークゴルフ場、オートキャンプ場、バンガロー、テニスコートが営業している。簡易宿泊施設も、4月末より10月末まで営業している。
1月から2月までの一定期間、スケートリンクが営業している。
指定管理会社は、株式会社ベルックスである。びらとり温泉と同じ、指定管理会社である。また、「びらとり温泉」に隣接している。

## 住所
- 北海道沙流郡平取町二風谷94-8

アクセス
- JR富川駅より、道南バスにて、『びらとり温泉前』で下車である。